# Vijverpark (Brunssum)

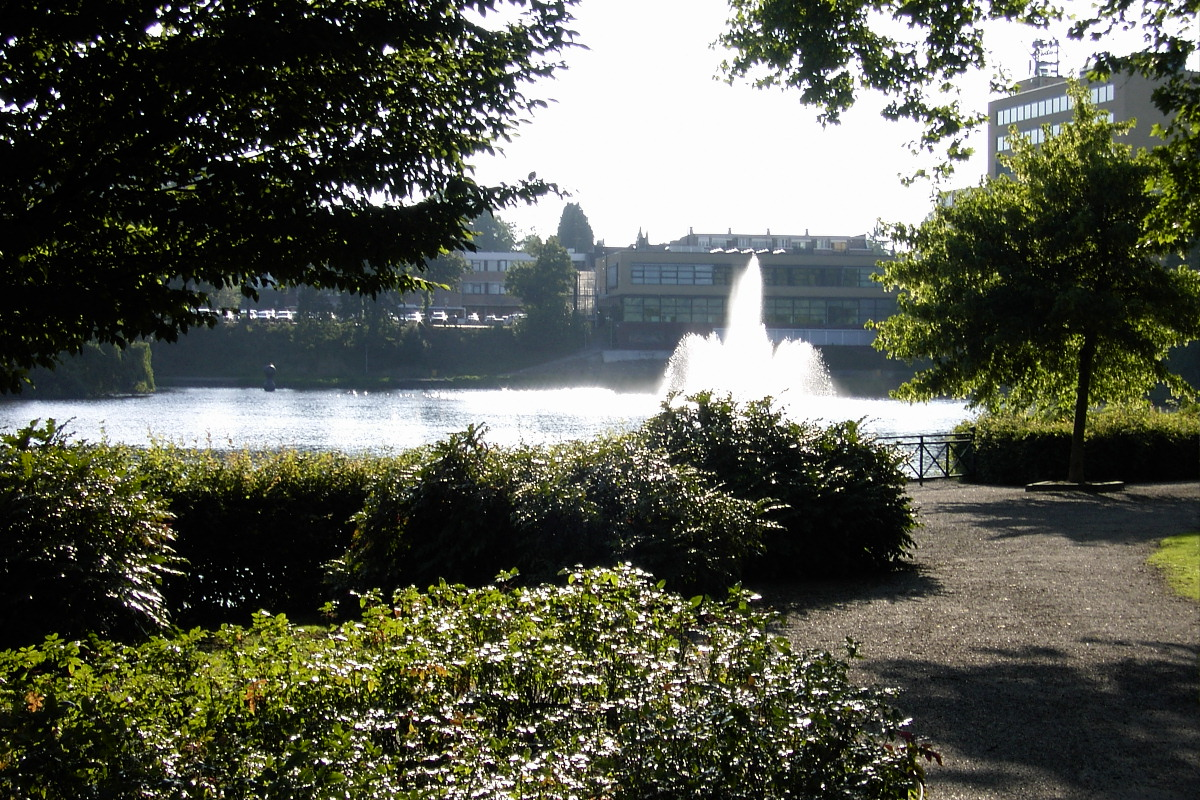
Vijverpark met op de achtergrond het gemeentehuis van Brunssum

Het Vijverpark is een park gelegen in het centrum van Brunssum in Nederlands Zuid-Limburg. het park ligt aan de zuidzijde van het centrum van deze plaats. Aan de westzijde ligt het hoger gelegen Lindeplein met het daaraan het oude Raadhuis. Het park ligt op de rand van de Feldbiss-breuk.
Het Vijverpark is ontstaan als overblijfsel van de dagbouw in bruinkoolgroeve Brunahilde II.

## Geschiedenis
In december 1918 begon men met de ontginning van het bruinkoolveld Brunahilde II. Gedurende zes maanden werd er door de Nederlands-Belgisch-Engelse firma "Bergerode" meer dan 400.000 ton bruinkool gedolven. In augustus 1919 werd de watervoerende Feldbissbreuk aangesneden waardoor de groeve snel vol water liep en de bruinkoolwinning werd beëindigd.
De staatsmijnen financierden mede de aanleg van het park.

### Openluchttheater
In juni 2012 werd het openluchttheater in het Vijverpark heropend. Het openluchttheater dateert uit 1951 en was ontworpen door architect Bergmans in opdracht van De Staatsmijnen. Het heeft 400 zitplaatsen en tussen de tribune en het podium ligt een kleine vijver, die bedoeld is om het geluid van het podium naar de tribune te versterken.

## Bezienswaardigheden
Het Vijverpark behoort samen met de parken Schutterspark en Mijnspoorpark tot het beschermd gezicht van Brunssum.